# Josie Gabuco
Josie Gabuco est une boxeuse philippine née le 30 mars 1987.

## Carrière
Sa carrière amateur est marquée par un titre de championne du monde en 2012 dans la catégorie mi-mouches.

## Palmarès

### Championnats du monde de boxe
- Médaille d'or en -48 kg, en 2012, à Qinhuangdao, en Chine[1]
- Médaille de bronze en -46 kg, en 2008, à Ningbo, en Chine

## Référence
1. ↑  (en) Résultats des championnats du monde 2012